# Achampudur
Achampudur é uma panchayat (vila) no distrito de Tirunelveli , no estado indiano de Tamil Nadu.

## Demografia
Segundo o censo de 2001,  Achampudur  tinha uma população de 12,407 habitantes. Os indivíduos do sexo masculino constituem 52% da população e os do sexo feminino 48%. Achampudur tem uma taxa de literacia de 64%, superior à média nacional de 59.5%; com 60% para o sexo masculino e 40% para o sexo feminino. 10% da população está abaixo dos 6 anos de idade.